# Hermodice carunculata

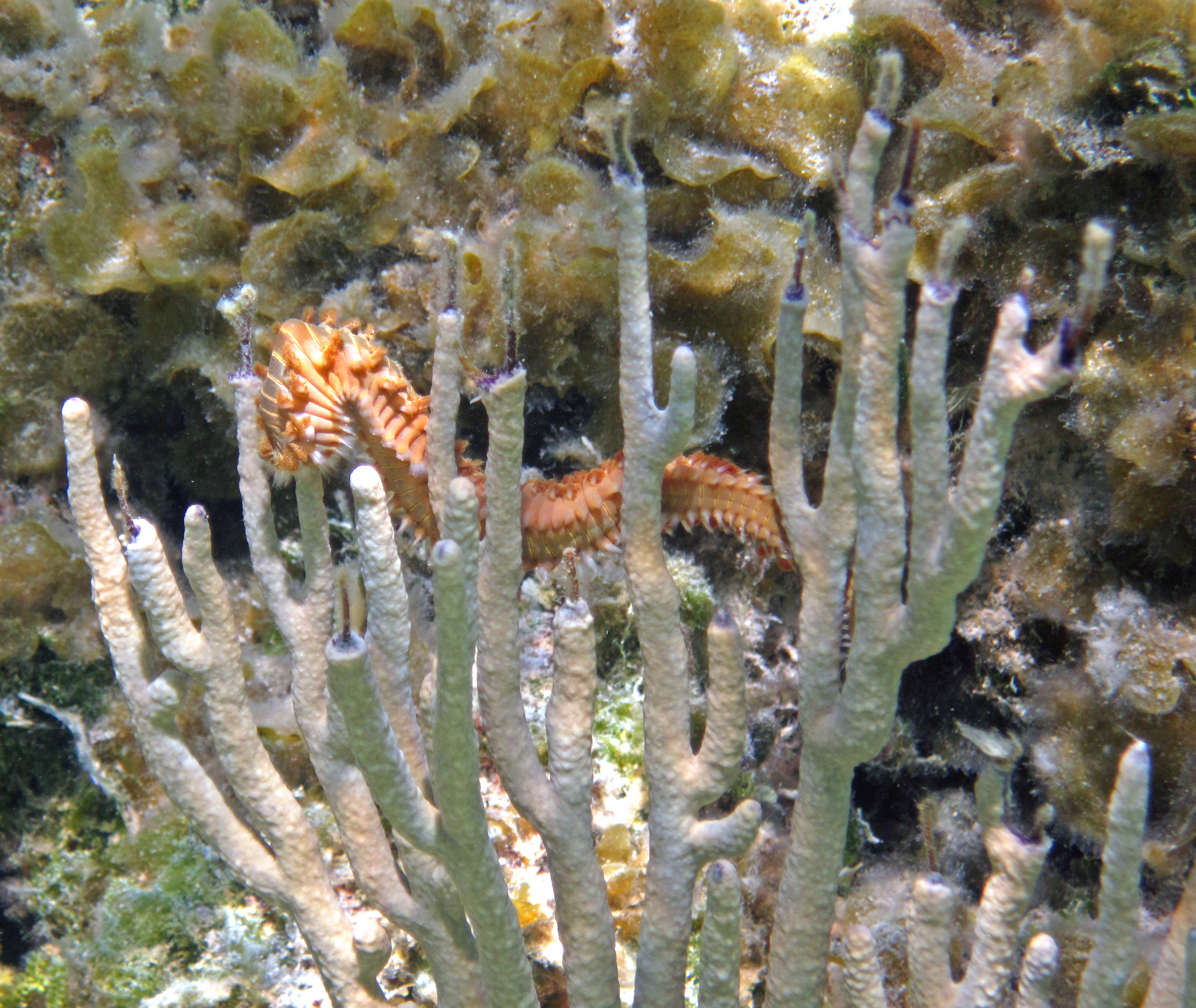
H. carunculata alimentándose en una gorgonia, Bahamas

El gusano de fuego (Hermodice carunculata) es una especie de gusano poliqueto marino, de la familia Amphinomidae. 
Se conoce como gusano de fuego debido a la irritación que producen las quetas cuando penetran en la piel. Los que son exclusivamente marinos se denominan poliquetos, dotados de numerosas quetas, lo que le atribuye el nombre de “muchas quetas”. Su vistosa apariencia hace que sean muy atractivos para los buceadores, que no deben tocarlos sin protección, ya que las cerdas pueden penetrar fácilmente la piel, causando una dolorosa irritación. La combinación de sus colores es un aviso de alerta. A este patrón de coloración que usa el gusano se le conoce como patrón aposemático, y es usado por muchas más especies como prevención para sus posibles predadores de que su consumo podría ser peligroso.

## Morfología
Usualmente el cuerpo alcanza los 15 cm, es alargado, blando y aplanado dorsoventralmente. Se encuentra dividido en segmentos casi iguales. Esos segmentos se conocen como metámeros; aparentemente los únicos segmentos que son diferentes entre sí con los que se encuentran en los extremos, que corresponden a la cabeza y a la cola. Se caracteriza por portar en cada segmento un par de parapódios,  que son empleados en la locomoción. De los parapódios, salen unas abundantes cerdas endurecidas, o quetas espinosas, a lo largo de la superficie dorsal de su cuerpo, que favorecen a que el gusano se adhiera a los sustratos.
En su parte interna, los segmentos están recorridos por vasos sanguíneos, un intestino y un cordón nervioso. Por lo tanto, cada segmento se encuentra conformado por sus propios órganos, branquias, órganos reproductores y excretores. Su color varía del rojo a verde o café. A los lados del cuerpo unos mechones o cerdas blancas. Estas cerdas o quetas son muy finas, formadas por carbonato de calcio con aspecto de fibras de vidrio o de asbesto, rígidas y llenas de veneno, usadas como mecanismo de defensa para mantener a los peces alejados, y que al menor roce con este animal quedan clavadas en la piel.
La epidermis posee numerosas glándulas productoras de moco y células neuroepiteliales, y está recubierta externamente por una cutícula fina y transparente. Bajo la epidermis existe una abundante musculatura lisa, que utilizan para el desplazamiento y la excavación, pues, por lo general, se encuentran enterrados en el sustrato o escondidos entre los recovecos de la roca viva.[4]

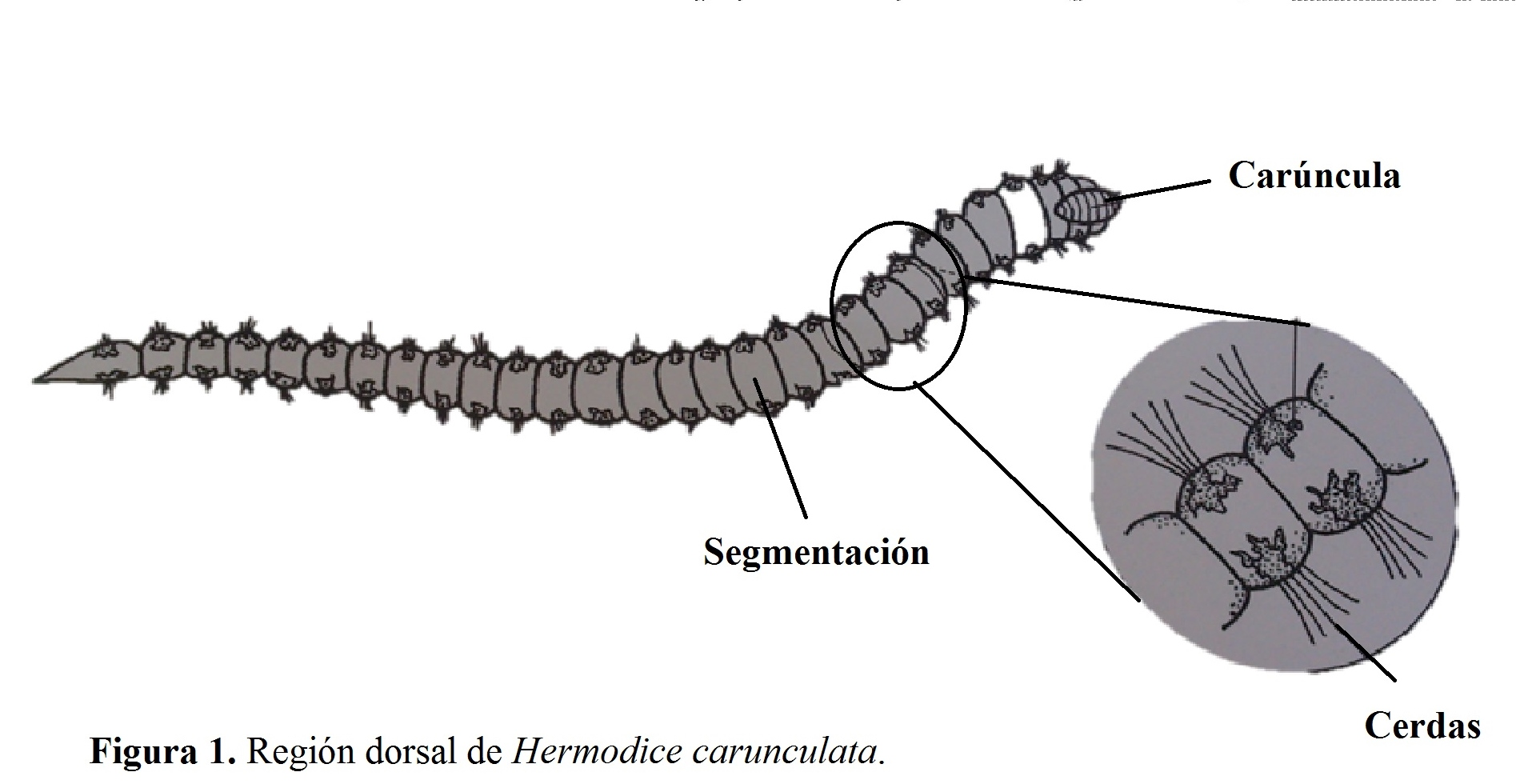
Segmentación de Hermodice carunculata
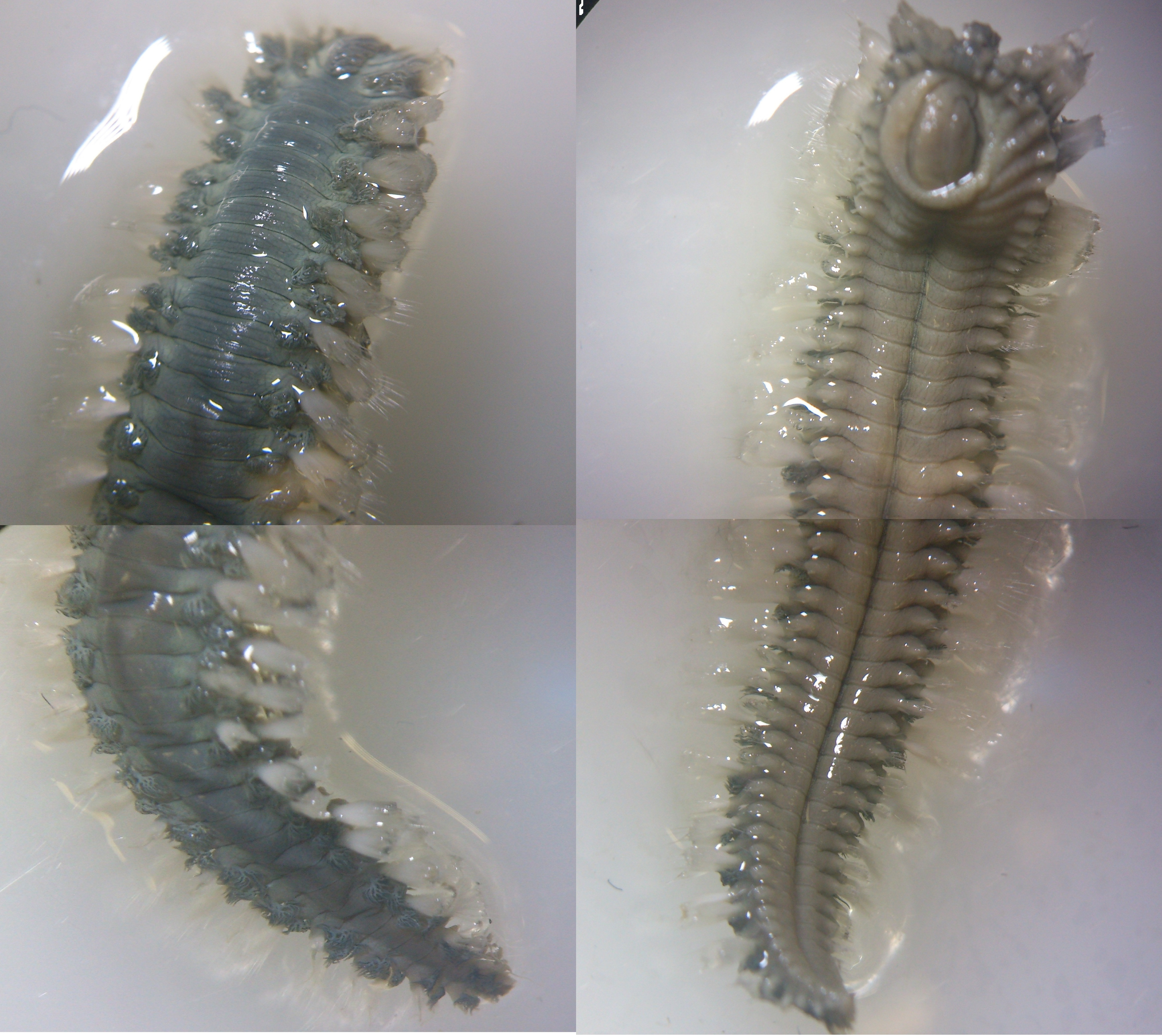
Vista de región dorsal y ventral de Hermodice carunculata.

## Reproducción y desarrollo
En casi todos los poliquetos se encuentran los sexos separados, los gametos son liberados al agua (fecundación externa). El desarrollo es directo. Los huevos fecundados se desarrollan en larvas llamadas trocóforas, que llegarán a forman parte del plancton. Estos embriones se liberan en forma de larvas nadadoras. 
Las larvas trocóforas llevan órganos sensoriales larvarios, por ejemplo ocelos, un par de protonefridios larvarios y penachos de sedas móviles, que le sirven como medio de defensa contra depredadores, y, en algunas ocasiones, para ayudar a retrasar la caída al fondo. Luego, la larva crece y se alarga por proliferación de los tejidos en la zona de crecimiento. Mientras tanto, se irán formando segmentos, gracias a la proliferación del mesodermo, hacia el extremo anterior, a partir de las células derivadas de los teloblastos, situadas a ambos lados del tubo digestivo. En la parte externa, se van añadiendo bandas ciliadas adicionales en cada segmento. Dichas bandas, contribuyen a la locomoción, a medida que el gusano va aumentado de tamaño. Finalmente, el órgano sensorial apical se convierte en el ganglio cerebroideo, que termina uniéndose a la cadena nerviosa ventral, que se encuentra en formación. El cuerpo continúa alargándose, a medida que se van formando más segmentos.

## Alimentación
Es una especie omnívora, que se alimentan de animales sedentarios  (abanicos de mar, anémonas, corales, octocorales, hidrocorales, zoántidos etc.) y de material vegetal. El poliqueto se alimenta por la eversión de la proboscis sobre la superficie de su presa, ocurriendo la secreción, por parte de las células bucales, de enzimas digestivas y mucus con actividad proteolítica y lipolítica, que pre-digieren parcialmente al organismo. Posterior a esto, se produce la remoción, generada a través de su faringe evertible, apareciendo una lesión en el área depredada, que depende del tipo de presa en particular.
La depredación en octocorales, ocasiona una herida que deja expuesto el eje axial, de color oscuro del filamentoso depredado. H. carunculata es capaz de engullir las puntas de algunos corales ramificados, y digerir su tejido. En las puntas de los corales afectados,  como Acropora cervicornis,  aparece una zona de 2 o más centímetros de largo, donde el esqueleto está desnudo, debido a que el tejido ha sido consumido por el poliqueto.

## Hábitat y distribución
Se mueven activamente, excavan en el barro o en la arena, o se refugian bajo rocas, en los arrecifes de coral, o en praderas de Posidonia. 
Su rango de profundidad es de 2 a 1.390 m, aunque es más frecuente hasta los 40 m; y su rango de temperatura, está entre 4.29 y 27.53 °C.
Se distribuyen a ambos lados del Atlántico y en el mar Rojo. En el golfo de México, Florida, el Caribe, nordeste de Brasil, islas Azores, islas Canarias, golfo de Guinea, Reino Unido, Portugal, España, y en el Mediterráneo, también en Italia, Grecia y Egipto.

## Importancia ecológica
Desempeña un papel importante en el reciclaje de la materia orgánica que llega al fondo, y está en proceso de descomposición. Gracias a su actividad vital en los sedimentos, ayuda a renovar el agua intersticial, oxigenando el sedimento, y por lo tanto, creando condiciones de vida idóneas para otros organismos.6

## Galería

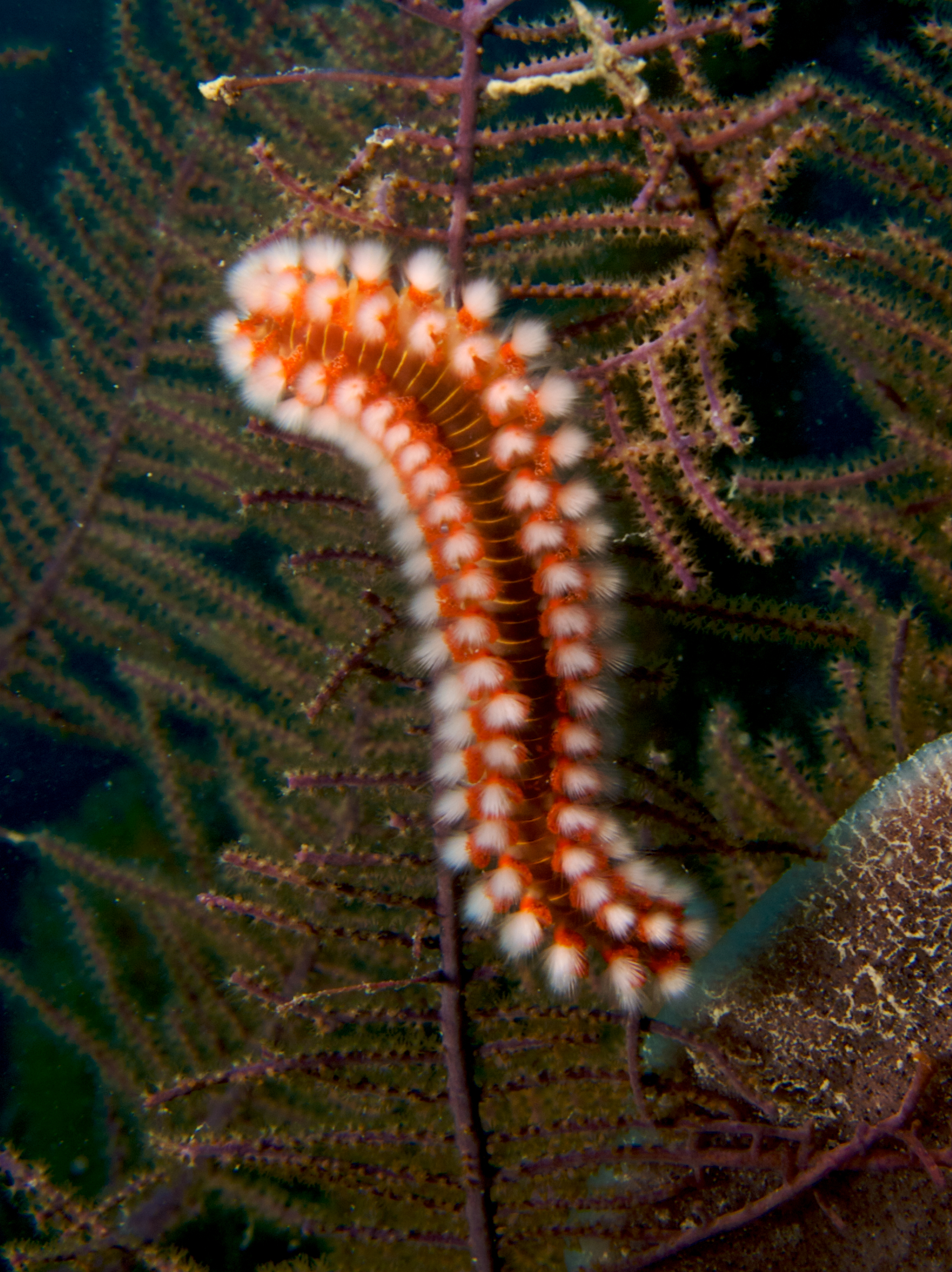
En Haití.
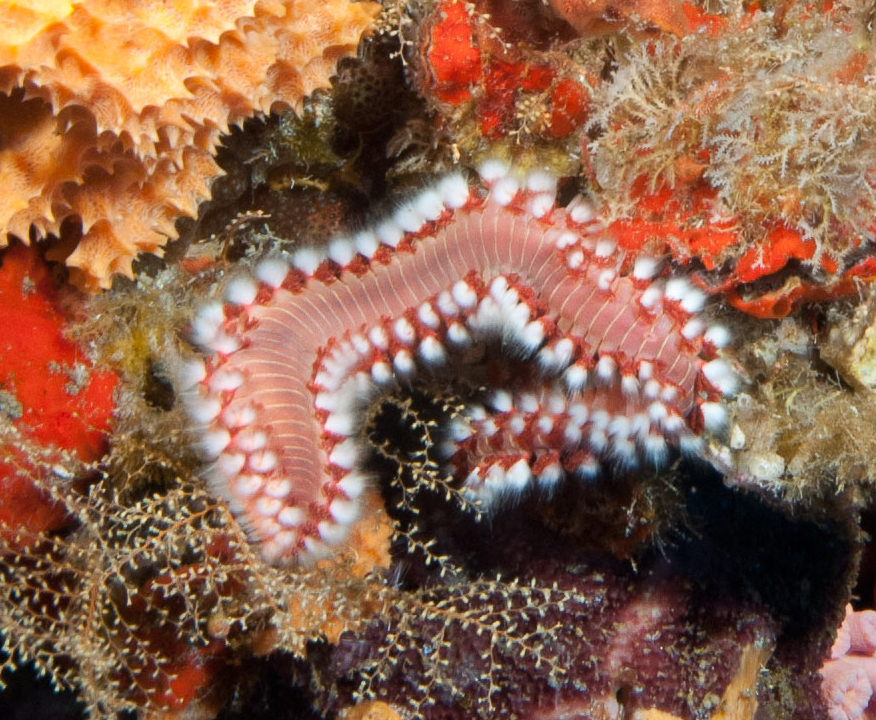
En Flower Garden Banks, EE.UU.
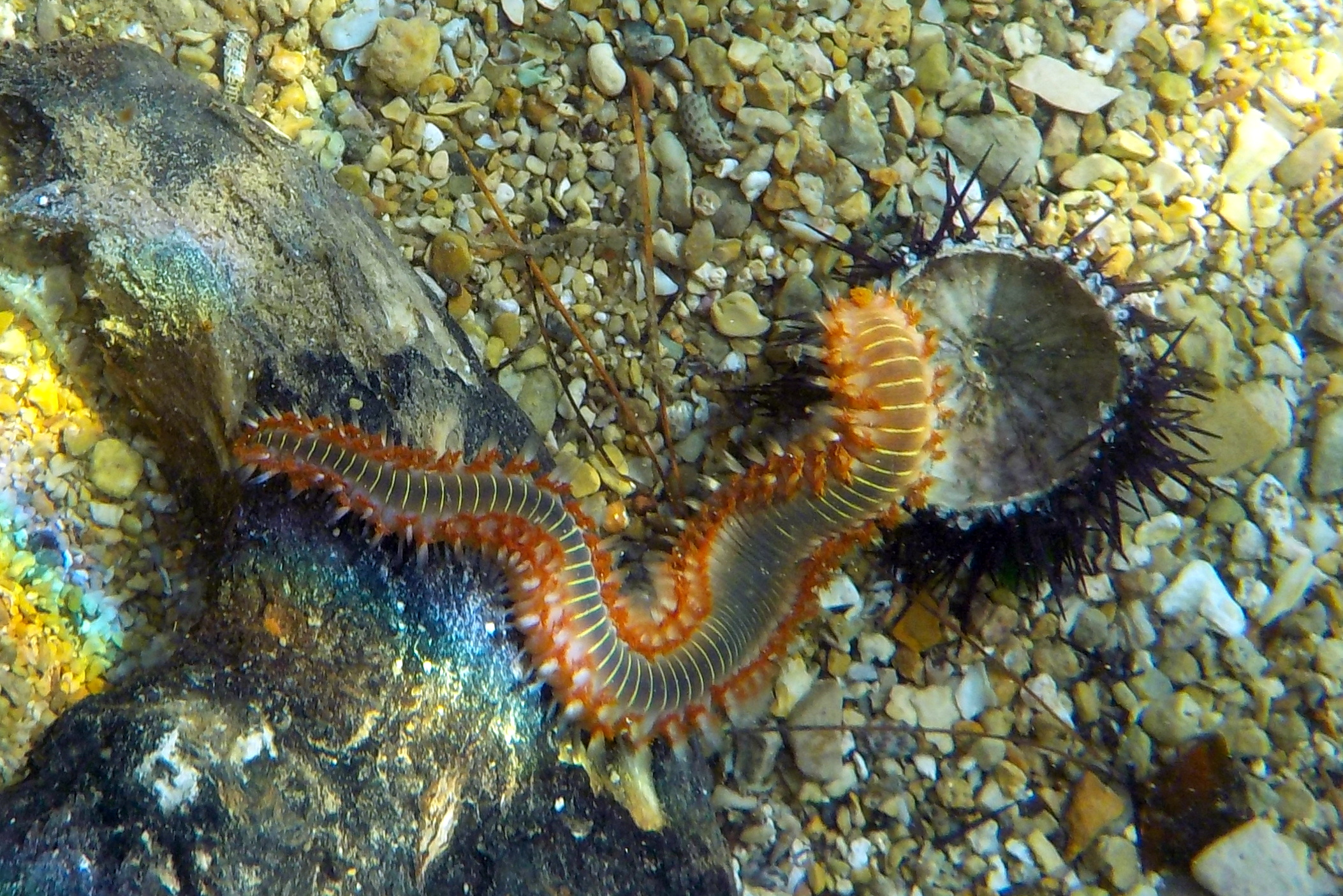
Alimentándose de Arbacia lixula en islas Espóradas, Grecia.
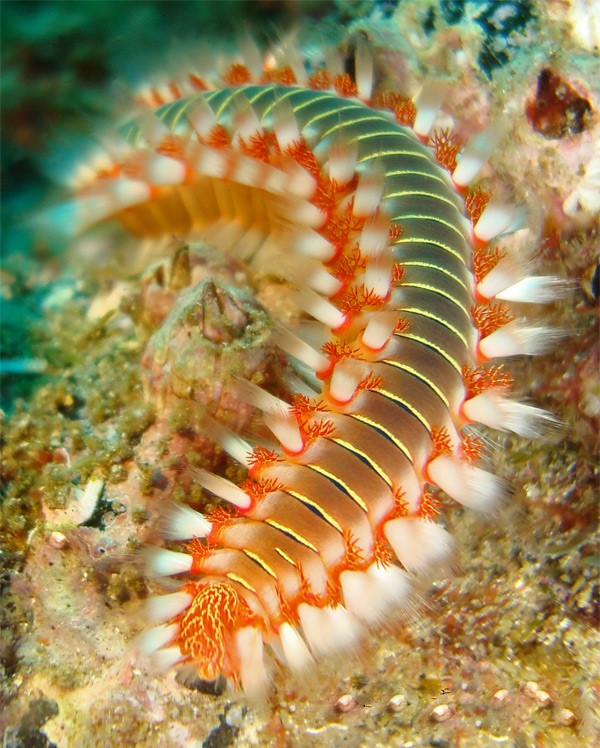
En Las Galletas, Tenerife, islas Canarias, España.
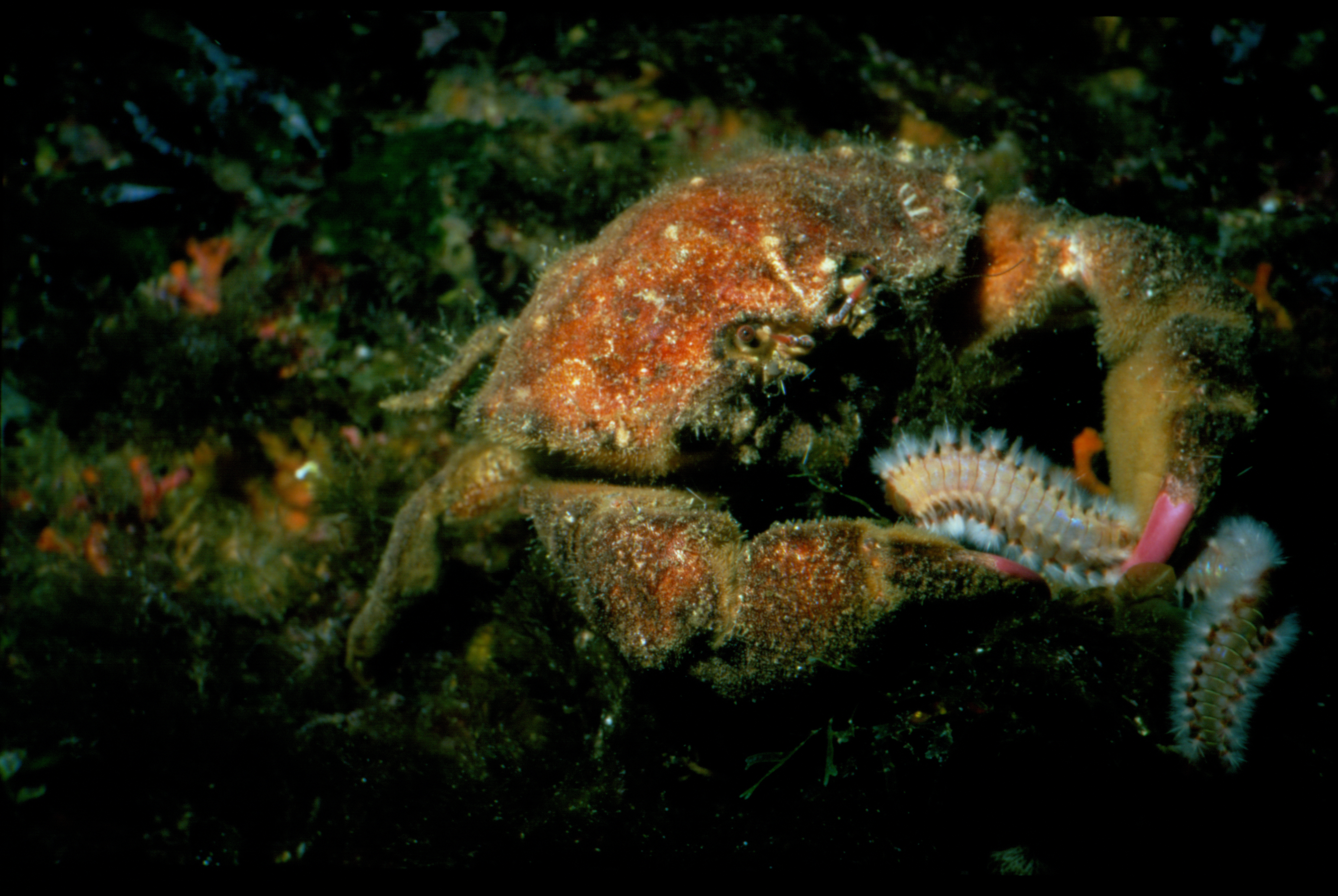
Cangrejo del género Dromia depredando un H. carunculata.
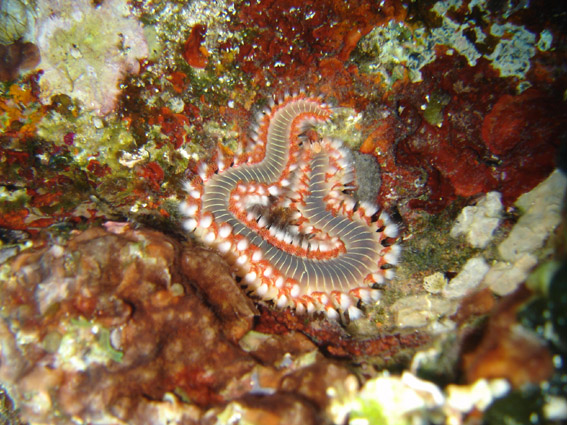
En Dalmatia, Croacia.
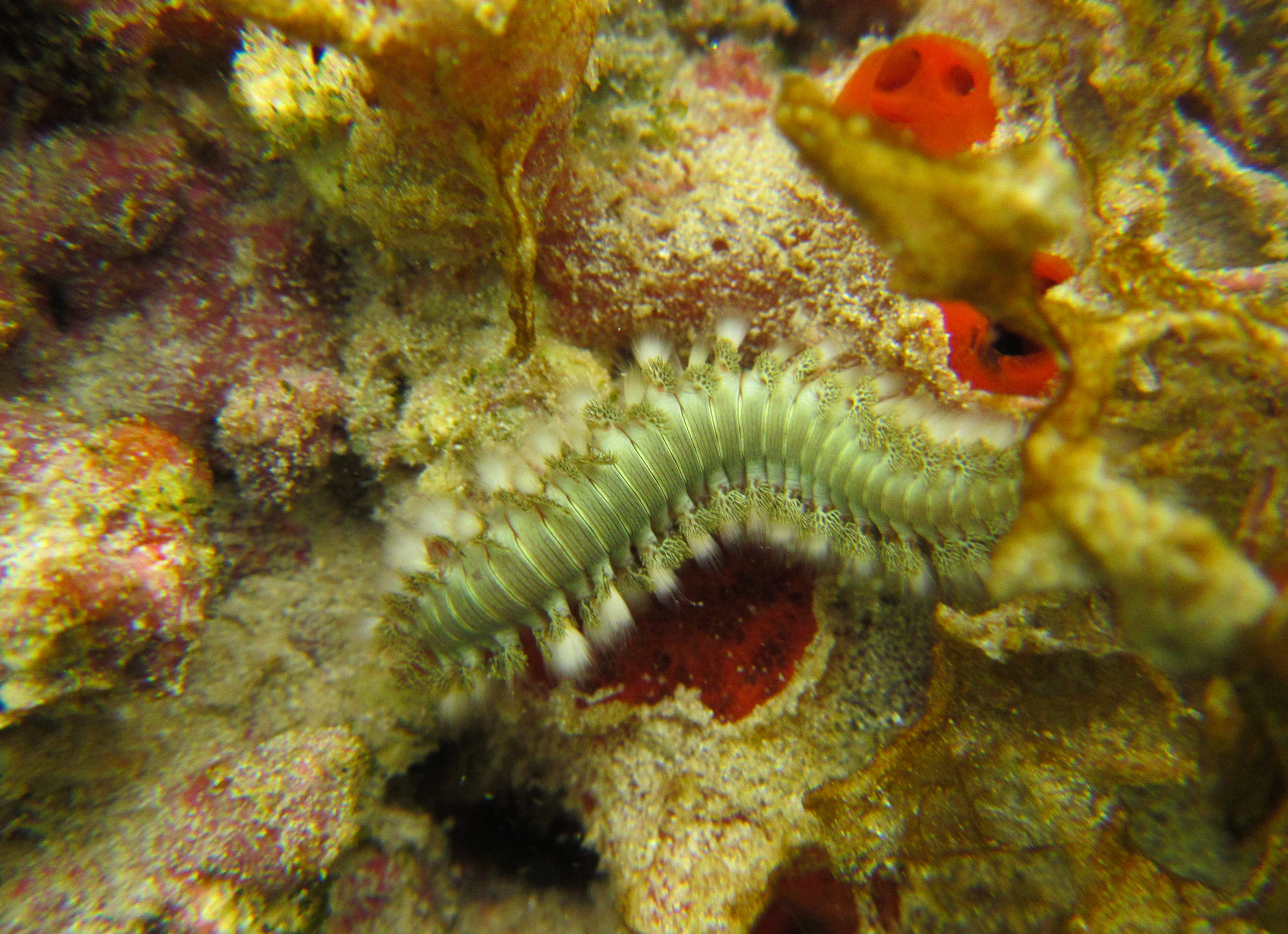
H. carunculata en la península de Barú, Colombia.
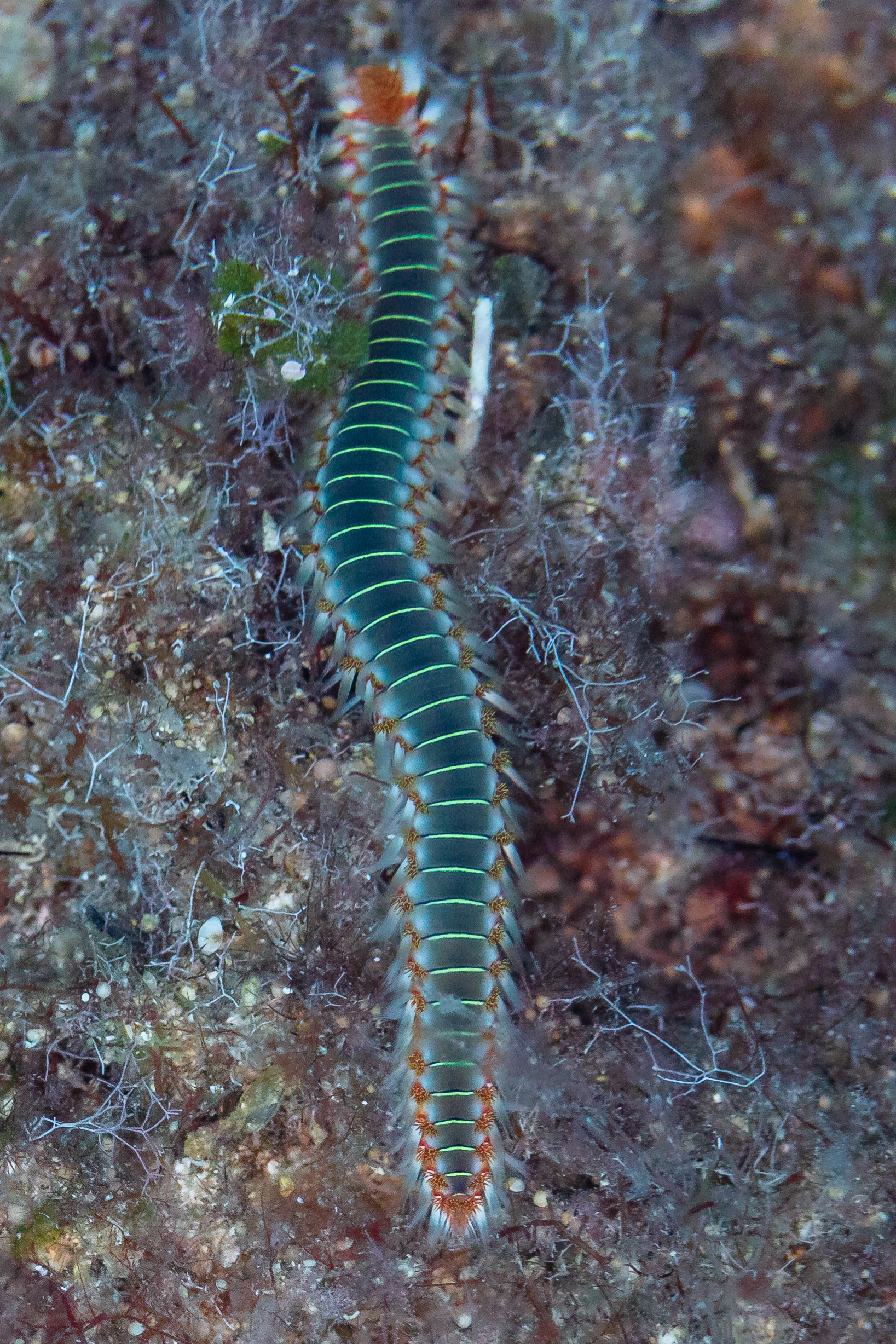
Ejemplar verde en Chipre.